# Herbarium Normale. Herbier des Plantes Nouvelles
Herbarium Normale. Herbier des Plantes Nouvelles (abreviado Herb. Norm.) es un libro con ilustraciones y descripciones botánicas que fue escrito por el botánico y boticario alemán Friedrich Wilhelm Schultz. Fue publicado en 12 partes desde 1856 hasta 1869 con el nombre de Herbarium Normale. Herbier des Plantes Nouvelles pue Connues et Rare D'Europe Principalement de France et d'Allemagne Puble par F. Schultz

## Publicación
- Cent. 1-2. 1-200. 15 Aug, 1856.
- Cent. 3-4. 201-400. Dec 1858.
- Cent. 5-6. 401-600. Apr 1861.
- Cent. 7-8. 601-800. Mar 1864.
- Cent. 9-10. 801-1000. Jun 1866.
- Cent. 11-12. 1001-1200. Mai 1869.